# Coleiidae
Famille
Les Coleiidae  sont une famille de crustacés éteinte, connue seulement à l’état fossile, de l'ordre des Decapoda.

## Systématique
La famille des Coleiidae a été décrite par le naturaliste belge Victor van Straelen en 1923.

### Taxinomie
Liste des genres
- Coleia  Broderip, 1835
- Hasaracancer Jux, 1971
- Hellerocaris Van Straelen, 1924
- Proeryon Beurlen, 1928
- Pseudocoleia Garassino & Teruzzi, 1993
- Tropifer Gould, 1857
- Willemoesiocaris Van Straelen, 1924